# Die Nacht der großen Flut
Die Nacht der großen Flut ist ein für den NDR produzierter deutscher Fernsehfilm aus dem Jahr 2005, der die Ereignisse der Sturmflut 1962 in Hamburg als Doku-Drama darstellt.

## Handlung
Der Film schildert anhand der Familien Brandt, Sahm, Piechowiak und Langer das Schicksal der Bewohner von Hamburg-Wilhelmsburg in der Nacht vom 16. auf den 17. Februar 1962, als in Hamburg infolge der Sturmflut Deiche brachen und fast ein Fünftel des Stadtgebietes überschwemmten. Die Hoffnungen der betroffenen Hamburger ruhen auf dem Polizei- und Innensenator Helmut Schmidt, der den Krisenstab leitet. Ergänzt wird die Handlung des Films durch Interviews mit den dargestellten Zeitzeugen (u. a. Helmut Schmidt, Maximilian Alber und Gerda Brandt).

## Produktion
Die Produktionsfirma Cinecentrum Hamburg drehte im März und April 2005 mit 50 Darstellern und 600 Komparsen unter anderem in Hamburg und in Lübeck-Schlutup. Die Effekte wurden durch Flutung der Kulissen, aber auch durch Computeranimationen realisiert. Um Deichbrüche wirklichkeitsnah abzubilden, wurden Modelle gebaut, die unter extremen Wasserdruck gesetzt wurden.

## Veröffentlichung
Die Premiere war beim Filmfest Hamburg am 26. September 2005, die Erstausstrahlung erfolgte am 28. Oktober 2005 auf arte. Daneben wurde eine DVD veröffentlicht, die als Bonusmaterial ein Interview mit Helmut Schmidt und ein Making-of enthält.

## Rezeption
„Katastrophendrama, dicht an der Realität.“

## Auszeichnungen
- TV-Produzentenpreis 2005, Filmfest Hamburg[6]
- Deutscher Kamerapreis 2006 für Martin Gressmann[7]
- 2006 wurde der Film mit dem Deutschen Fernsehpreis als Beste Dokumentation ausgezeichnet.[8]